# تاريخ غينيا
لم تنشأ دولة غينيا الحديثة حتى عام 1958، ولكن تاريخ المنطقة يعود إلى ما قبل الاستعمار الأوروبي بكثير. اتُّفق على حدودها الحالية في الفترة الاستعمارية خلال مؤتمر برلين (1884-1885) ومن قبل الفرنسيين، الذين حكموا غينيا حتى 1958.

## إمبراطوريات غرب أفريقيا
شكّلت غينيا أطراف إمبراطوريات غرب إفريقيا الكبرى. يُعتقد أن إمبراطورية غانا هي أقدمها، نمت الأخيرة معتمدةً على التجارة، ولكنها انكمشت وسقطت في النهاية بسبب التأثير العدائي للمرابطين. في هذه الفترة وصل الإسلام إلى المنطقة لأول مرة.
ازدهرت مملكة سوسو (من القرن الثاني عشر إلى القرن الثالث عشر) لفترة وجيزة، لكن إمبراطورية مالي الماندينكية الإسلامية برزت عندما هزم سوندياتا كيتا (حاكم سوسو) سوماورو كانتي في معركة كيرينا شبه تاريخية في عام 1235. حكم إمبراطورية مالي المانسا أي الأباطرة بلغة الماندينكا، الذين كان أشهرهم كانكو موسى، قام الأخير بحج مشهور إلى مكة عام 1324. بعد فترة وجيزة من عهده، بدأت إمبراطورية مالي في التراجع واستبدلت في نهاية المطاف بإقطاعيات في القرن الخامس عشر.
كانت إمبراطورية سونغاي الأكثر نجاحًا بين هذه الإمبراطوريات، إذ وسّعت قوتها منذ 1460، وتجاوزت في النهاية إمبراطورية مالي بثروتها والأراضي التي تملكها. استمرت في الازدهار حتى نشبت حرب أهلية على الخلافة بعد وفاة أسكيا داود عام 1582. سقطت الإمبراطورية الضعيفة على يد الغزاة من المغرب في معركة تونديبي بعد 3 سنوات فقط. أثبت المغاربة أنهم غير قادرين على حكم المملكة بفعالية، وانقسموا إلى العديد من الممالك الصغيرة.

## الممالك في غينيا
بعد سقوط الإمبراطوريات الكبرى في غرب أفريقيا، نشأت ممالك مختلفة في المكان الذي يُعرَف الآن بغينيا.

### فوتا جالون
هاجر مسلمو الشعب الفولاني إلى فوتا جالون في غينيا الوسطى وأسّسوا دولة إسلامية من 1735 إلى  1898 بدستور مكتوب وحكام متناوبين.

### إمبراطورية واسولو
كانت إمبراطورية واسلو إمبراطورية قصيرة العمر (1878-1898)، بقيادة ساموري توري في منطقة للمالينكه، وهي المنطقة التي تشكّل الآن أعلى غينيا وجنوب غرب مالي (واسولو). انتقلت إلى ساحل العاج قبل أن يغزوها الفرنسيون.

## الحقبة الاستعمارية

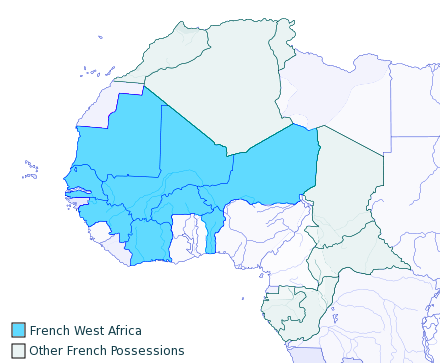
خريطة غرب أفريقيا الفرنسي نحو عام 1913

وصلت تجارة الرقيق إلى المنطقة الساحلية بغينيا مع المستعمرين الأوروبيين في القرن السادس عشر. لطالما كانت العبودية جزءًا من الحياة اليومية، ولكن نطاقها  زاد وتوسّع، عندما بدأ تصدير العبيد للعمل في مكان آخر في المثلث التجاري.
بدأت فترة الاستعمار في غينيا مع الاختراق العسكري الفرنسي للمنطقة في منتصف القرن التاسع عشر. ضمنت فرنسا هيمنتها على المنطقة إثر هزيمة جيوش ساموري توري، مانسا أو زعيم إمبراطورية أوسولو في عام 1898، ما أعطى فرنسا السيطرة على ما هو اليوم غينيا والمناطق المجاورة.
تفاوضت فرنسا على حدود غينيا الحالية في أواخر القرن التاسع عشر وأوائل القرن العشرين مع البريطانيين حول سيراليون، والبرتغاليين حول مستعمرتهم الغينية (الآن غينيا بيساو) وليبيريا. تحت الحكم الفرنسي، شكلت البلاد إقليم غينيا داخل غرب أفريقيا الفرنسية، يديرها حاكم عام مقيم في داكار. أدار قائم المقام المستعمرات الفردية، بما في ذلك غينيا.

## الاستقلال (1958)
في عام 1958، انهارت الجمهورية الفرنسية الرابعة بسبب عدم الاستقرار السياسي وفشلها في التعامل مع مستعمراتها، وخاصة الهند الصينية والجزائر. أيد الشعب الفرنسي تأسيس الجمهورية الخامسة، في حين أوضح الرئيس الفرنسي شارل ديغول في 8 أغسطس 1958 أنه سيمنح المستعمرات الفرنسية خيارًا بين التمتع بالمزيد من الحكم الذاتي في مجتمع فرنسي جديد أو الاستقلال الفوري خلال الاستفتاء المزمع عقده في 28 سبتمبر 1958 .
اختارت المستعمرات الفرنسية الأخرى الخيار الأوّل، على نقيض غينيا بقيادة أحمد سيكو توريه الذي فاز حزبه الديمقراطي في غينيا بـ56 من أصل 60مقعدًا في انتخابات  1957المحلية،  إذ صوّتت غينيا بأغلبية ساحقة من أجل الاستقلال. انسحب الفرنسيون بسرعة، وفي 2أكتوبر 1958، أعلنت غينيا نفسها جمهورية مستقلّة ذات سيادة برئاسة سيكو توريه.

### حكم سيكو توريه (1958–1984)

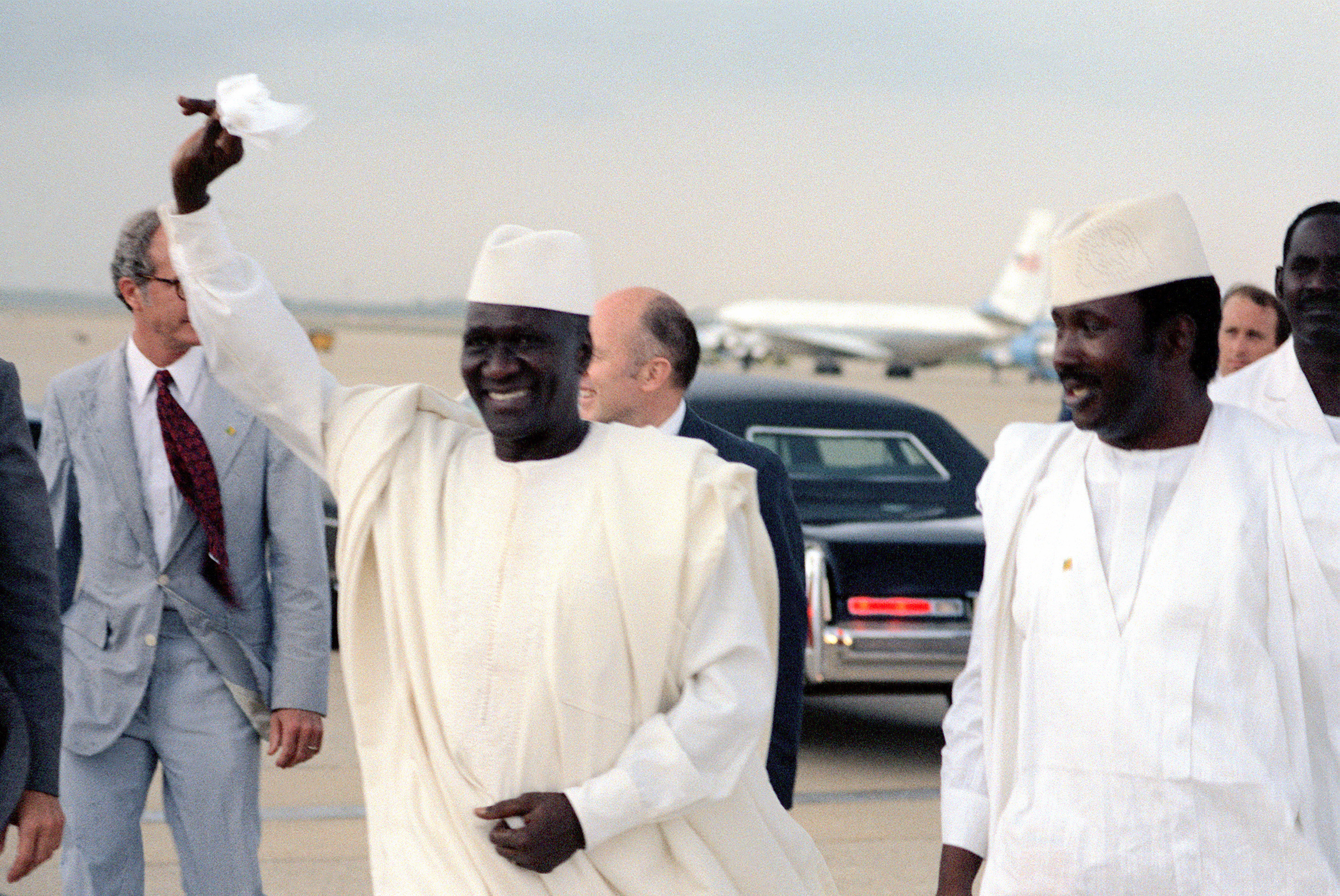
الرئيس أحمد سيكو توريه يصل إلى واشنطن العاصمة في زيارة بشهر يونيو عام 1982.

كان الرئيس الأمريكي دوايت ديفيد أيزنهاور معاديًا لتوريه، لذلك سرعان ما تحولت الدولة الأفريقية إلى الاتحاد السوفييتي، ما جعلها أول قصة نجاح للكرملين في أفريقيا. بعد انسحاب فرنسا، انحازت غينيا بسرعة إلى الاتحاد السوفياتي وتبنّت سياسات اشتراكية. لكن هذا التحالف لم يدم طويلاً، إذ اتّجهت غينيا نحو النموذج الصيني للاشتراكية. عمل الرئيس جون إف كينيدي ومدير فيلق السلام سارجنت شرايفر بجهد أكبر من نيكيتا خروتشوف في الكرملين. بحلول عام 1963، اتجهت غينيا بعيدًا عن موسكو وعقدت صداقة أوثق مع واشنطن. اعتمدت غينيا أكثر فأكثر على المساعدة والاستثمار من الولايات المتحدة. تحسّنت العلاقة مع فرنسا، بعد انتخاب فاليري جيسكار ديستان رئيسًا، وزادت التجارة والتبادل بين البلدين وكذلك الزيارات الدبلوماسية.
بحلول عام 1960، أعلن توريه أن الحزب الديموقراطي الغيني هو الحزب الوحيد القانوني في البلاد. على مدى السنوات الـأربعة والعشرين المقبلة، كانت الحكومة والحزب كيانين لا ينفصلان. أعيد انتخاب توريه كرئيس دون معارضة لأربع فترات مدة كل منها سبع سنوات، وخلال انتخابات الجمعية الوطنية كل خمس سنوات يُعرض على الناخبين قائمة واحدة من مرشحي الحزب الديموقراطي. دافع توريه عن اشتراكية أفريقية مختلطة داخليًّا ووحدة أفريقية في الخارج، سرعان ما أصبح توريه زعيمًا استقطابيًا، وأصبحت حكومته غير متسامحة مع المعارضة، وسجن المئات ووضع العديد من القيود في وجه الصحافة الحرة.
في ذلك الوقت أمّمت الحكومة الغينية الأراضي، وأزالت رؤساء فرنسا المعتمدين والتقليديين من السلطة، وقطعت العلاقات مع الحكومة والشركات الفرنسية. متأرّجحًا بين دعم الاتحاد السوفياتي والولايات المتحدة (بحلول أواخر السبعينيات)، أصبح الوضع الاقتصادي لغينيا متقلّبًا ولا يمكن التنبّؤ به، تمامًا مثل خطها الدبلوماسي. متزعّمًا بوجود مؤامرات وخطط ضده من داخل البلاد وخارجها، استهدف نظام توريه خصومًا حقيقيين ومتخيلين، ما دفع آلاف المعارضين السياسيين إلى المنفى.
في عام 1970، شنّت القوات البرتغالية من غينيا البرتغالية المجاورة، غارة على غينيا بدعم من قوات المعارضة الغينية المنفية، معروفة باسم عملية البحر الأخضر. كان للعملية أهداف أخرى، إذ أراد الجيش البرتغالي قتل أو اعتقال سيكو توريه بسبب دعمه لـلحزب الأفريقي لاستقلال غينيا وكيب فيردي، وهي حركة حرب عصابات تعمل داخل غينيا البرتغالية. بعد عدة أيام من القتال العنيف، تراجعت القوات البرتغالية دون تحقيق معظم أهدافها. زاد نظام سيكو توريه عدد الاعتقالات والإعدامات الداخلية.
أدت ثورة النساء في السوق الغينية في عام 1977 لتخفيف النظام للقيود الاقتصادية وبدأ بالابتعاد عن الاشتراكية الراديكالية التي كانت تمارسها الحكومة سابقًا.
توفي سيكو توريه في 26 مارس 1984 إثر عملية جراحية للقلب في الولايات المتحدة، وحلّ محله رئيس الوزراء لويس لانسانا بيافوغي، الذي كان من المقرّر أن يكون رئيسًا مؤقتًا في انتظار انتخابات جديدة.

### تفشي فيروس إيبولا 2014
عانت غينيا في يوليو 2014 من أشد حالات تفشي الإيبولا المسجلة في التاريخ، التي انتشرت بسرعة إلى الدولتين المجاورتين ليبيريا وسيراليون. انتهى الوباء بحلول يونيو 2016.